# Retail Ventures Inc
Retail Ventures (NYSE: RVI) skapades ursprungligen 2003 som ett holdingbolag för DSW (NYSE: DSW), Filene's Basement, och Value City Department Stores . 1991 blev Value City ett publikt företag. Value City köpte sedan upp DSW 1998 och Filene's Basement år 2000, och skapade då Retail Ventures.